# Temognatha carpentariae
Temognatha carpentariae es una especie de escarabajo del género Temognatha, familia Buprestidae. Fue descrita científicamente por Blackburn en 1892.